# Eunicea succinea
Eunicea succinea is een zachte koraalsoort uit de familie Plexauridae. De koraalsoort komt uit het geslacht Eunicea. Eunicea succinea werd in 1766 voor het eerst wetenschappelijk beschreven door Pallas. 